# Brand-Gutachten (1960)
Als Brand-Gutachten (offiziell Bericht über die Deutsche Bundesbahn) wird umgangssprachlich ein Bericht einschließlich eines Vorschlags für ein neues Bundesbahngesetz bezeichnet, der am 30. Januar 1960 von der 1958 eingerichteten „Prüfungskommission für die Deutsche Bundesbahn“ unter Leitung des Finanz- und Wirtschaftsberaters Friedrich Brand an den Bundesminister für Verkehr Hans-Christoph Seebohm und den Bundesminister der Finanzen Franz Etzel übergeben wurde. Der Bericht wurde am 10. Februar 1960 als Drucksache 03/1602 an den Bundestag weitergeleitet.

## Vorgeschichte
Im Rahmen einer Studie zum 20-jährigen Jahrestag der Bahnreform vom 1. Januar 1994 „20 Jahre Bahnreform und Deutsche Bahn AG: Erfolge und künftige Herausforderungen“ blicken die Autoren auch zurück bis in die 1950er Jahre. Im Personenverkehr sank der Anteil der Bundesbahn am Modal Split zwischen 1950 und 1960 von 37 % auf 17 %. Als Ursache wird hier die steigende Motorisierung angegeben. Trotz steigender Güterverkehrsleistung sank auch der Marktanteil am Gesamtgüterverkehr von 1950 bis 1960 von 56 % auf 37 % und damit deutlicher als in den folgenden Jahrzehnten. Unter den besonderen Lasten nach dem Zweiten Weltkrieg werden aufgeführt: „Bereits in den 1950er Jahren wurden dem Schienenverkehr in der Bundesrepublik zahlreiche Lasten ohne adäquaten finanziellen Ausgleich auferlegt. So musste der Wiederaufbau kriegsbeschädigter Bahnanlagen und -einrichtungen eigenständig, also durch Verschuldung, finanziert werden. Flüchtlinge, Spätaussiedler und Kriegsheimkehrer waren in den 1950er Jahren auch ohne vorhandenen Bedarf einzustellen.“
Das Kabinett hatte am 1. Juni 1954 im Rahmen der Entwicklung eines gesamtwirtschaftlichen Verkehrskonzeptes ein Gutachten über Maßnahmen zur Wiederherstellung der Wirtschaftlichkeit der Bundesbahn bei Karl Ottmann in Auftrag gegeben („Ottmann-Gutachten“). Anfang 1956 wurde ein Unterausschuss des Bundestagsausschusses für Verkehrswesen zur „Wiederherstellung der Wirtschaftlichkeit der Deutschen Bundesbahn“ unter Vorsitz von Paul Bleiß eingerichtet. Der „Bleiß-Ausschuss“ befasste sich mit allen Fragen, die im Ottmann-Gutachten behandelt worden waren.
Wegen angekündigter Tariferhöhungen bei Bundesbahn und Bundespost stellte die SPD-Opposition am 15. Januar 1958 eine Große Anfrage betreffend „Anhebung der Verkehrstarife“. Nach Aussprache wurde ein Antrag der Fraktion der CDU/CSU, DP zur Beratung der Großen Anfrage der Fraktion der SPD bei einigen Enthaltungen ohne Gegenstimmen angenommen.

## Auftrag und Bildung der Prüfungskommission
Am 12. Februar 1958 fasste der Deutsche Bundestag den Beschluss ohne Gegenstimmen, dass die Regierung „eine unabhängige […] Prüfungskommission einsetzt, die die Betriebsrechnung der Deutschen Bundesbahn […] überprüft und deren Aufgaben sich insbesondere auf folgende Fragen erstrecken:
1. Inwieweit kann durch eigene Anstrengungen unnötiger Aufwand vermieden und eine Betriebsführung nach kaufmännischen Gesichtspunkten sichergestellt werden?
2. Welche […] Rationalisierungs- bzw. Modernisierungsmaßnahmen müssen ergriffen werden, um […] zu einer ausgeglichenen Ertragslage zu kommen […]?
3. Inwieweit bestehen politische Sonderlasten, die […] einen Leistungswettbewerb der Deutschen Bundesbahn […] beeinträchtigen?
4. Inwieweit fördern die im Bundesbahngesetz festgelegte Organisation der Bundesbahnverwaltung […] eine kaufmännische Betriebsführung, und welche Verbesserungen erscheinen geboten?“[3]

Die geforderte Kommission wurde am 24. Juli 1958 von den beiden Ministerien mit folgenden Mitgliedern eingesetzt:
- Friedrich Brand (1891–1979), Vorsitzender der Kommission, deutscher Wirtschafts- und Finanzberater
- Paul Binder (1902–1981), deutscher Politiker (CDU), Mitglied des Landtags von Baden-Württemberg
- Heinrich Giesbert, deutscher Rechtsanwalt
- Karl Ottmann (1892–1970), ehem. Präsident des Hauptprüfungsamtes für die Deutsche Bundesbahn
- Karl Sachs (1886–1980), Schweizer Elektroingenieur, ehem. Professor für elektrische Zugförderung und Grundlagen des Eisenbahnmaschinenbaus
- Viktor von Schmiedeberg (1889–1969), deutscher Ministerialbeamter, ehemals im Verwaltungsrat der Deutschen Bundespost
- Joachim Schöne (1906–1967), deutscher Politiker (SPD), ehemaliger stellvertretender Vorsitzender des Wirtschaftsausschusses des Bundestages

Die meisten Mitglieder der Kommission kamen der damit verbundenen Arbeit nebenberuflich nach.

## Inhalte des Gutachtens
Am 10. Februar 1960 wurde der Bericht über die Deutsche Bundesbahn (DB) vom 30. Januar 1960 von den Bundesministern für Verkehr und der Finanzen bekannt gegeben.
Auf knapp 300 Seiten folgt nach dem Zitat der Aufgabenstellung eine Zusammenfassung der Prüfungsergebnisse sowie der Entwurf für ein neues Bundesbahngesetz. Der anschließende Hauptbericht besteht aus folgenden römisch nummerierten Teilen:
1. Die gegenwärtige finanzielle und wirtschaftliche Lage der DB
2. Die Ungleichheit der Startbedingungen im Wettbewerb der Verkehrsträger
3. Die Verlustquellen der DB und Vorschläge für ihre Beseitigung
4. Sozial-, Beteiligungs- und Grundstückspolitik (Möglichkeiten für Kostensenkungen und Ertragssteigerungen)
5. Maßnahmen auf dem Gebiete der technischen Rationalisierung und Modernisierung
6. Der Investitionsplan (10-Jahres-Plan und 4-Jahres-Abschnitt)
7. Anregungen für organisatorische Änderungen
8. Personalwirtschaft und Personalpolitik einschließlich Einsparungsmöglichkeiten
9. Vorschau auf die künftige Entwicklung, einschließlich einer Schlussbemerkung der Kommission zum Gesamtbericht

### Zusammenfassung des Prüfungsergebnisses der Kommission
(Hervorgehoben sind die Zwischenüberschriften der Zusammenfassung)
In der Vorbemerkung wird deutlich gemacht, dass die Vorschläge der Kommission das Ziel haben, „der DB die erforderliche Handlungsfreiheit […] zu sichern und ihr die Mittel und Möglichkeiten zu geben, ihr Verkehrsangebot zu verbessern und ihren Betrieb wirtschaftlich zu gestalten.“
Die Bundesbahn solle nach Einschätzung der Kommission ein rechtlich selbstständiges Unternehmen werden, das nach kaufmännischen Gesichtspunkten zu führen sei. Dies wurde aber im Entwurf eines neuen Bundesbahngesetzes nicht aufgenommen, da eine „Änderung des rechtlichen Status der DB zu einer Verschleppung der dringend gebotenen Sanierungsmaßnahmen führen könnte.“ Die vorgeschlagenen Änderungen weisen dennoch in die Richtung, die Bundesbahn wie eine Aktiengesellschaft zu führen.
Beim Finanzausgleich zwischen Bund und DB geht es den Autoren neben einer substanziellen Kapitalerhöhung hauptsächlich um Übernahme der Pensionslasten für ehemalige und aktive Beamte durch den Bund und um Herstellung der Startgleichheit der verschiedenen Verkehrsträger; bei Binnenschifffahrt und Straßenverkehr seien die Wegekosten wesentlich stärker subventioniert als bei der DB.
Zur Beseitigung der Verlustquellen der DB adressiert die Kommission zunächst die sehr hohen Verluste im Personenverkehr (1958: 847,3 Mio. DM). Diese hätten ihre größte Ursache im Berufs- und Schülerverkehr mit stark subventionierten Tarifen. Wegen der verbesserten wirtschaftlichen Situation der meisten Bevölkerungsschichten, schlägt die Kommission vor, „dass eine Tarifermäßigung jedem zusteht, der die Eisenbahn häufig und regelmäßig in Anspruch nimmt. Sie empfiehlt daher, ein um 33 1/3 v. H. ermäßigtes Abonnement für Dauerbenutzer der DB zu schaffen.“ Zudem müssten viele Streckenkilometer in Buslinien umgewandelt („verkraftet“) werden und „zahlreiche Bahnhöfe in Haltestellen und Agenturen umgewandelt werden“. Die Verluste im Stückgutverkehr (1958: 374,6 Mio. DM) sollen durch tarifliche und organisatorische Neuordnungen gesenkt werden. Durch die vorgeschlagenen Maßnahmen sollen die Verluste binnen vier Jahren mehr als halbiert werden.
Personaleinsparungen seien in erster Linie über technische Modernisierung und den damit möglichen „natürlichen Personalabgang“ über zehn Jahre möglich. Im Bericht wird auch darauf eingegangen, inwieweit der Beamtenstatus bei der DB aufrechterhalten werden kann. Es solle weniger Beamtenstellen geben und mehr Tätigkeiten an externe Unternehmen vergeben werden. Auch eine Lockerung der Mitbestimmung der Personalräte, sei erforderlich, da die „Bestimmungen des Personalvertretungsgesetzes, die auf eine öffentliche Verwaltung zugeschnitten sind, nicht aber für ein in stärkstem Konkurrenzkampf stehendes Unternehmen passen […]“.
Bei der Beurteilung der Sozialpolitik „hält es [die Kommission] nicht für vertretbar, dass ein erheblicher Teil des Personal- und Sachaufwands für Sozialeinrichtungen als Betriebsaufwand der DB verrechnet wird, da dies eine Verschleierung des tatsächlichen Aufwands für soziale Zwecke bedeutet.“
Die Beteiligungspolitik der DB umfasst viele Beteiligungen und Unterbeteiligungen, die für den Betriebszweck nach Ansicht der Kommission nicht in diesem Umfang erforderlich seien. Die Beteiligungen sollten überprüft werden, stärker auf die Interessen des Unternehmens ausgerichtet werden und dafür „ist eine Bearbeitung aller Beteiligungen an einer Stelle der Hauptverwaltung der DB erforderlich“.
Die Grundstückspolitik der DB wird nur Rande kritisiert, da der Großteil des Grundeigentums von etwa 115.000 ha, nämlich ca. 100.000 ha für Betriebszwecke benötigt würde. Eine schnelle Verwertung von frei werdenden Grundstücken aufgrund von Stilllegungen wird angemahnt.
Die vorgeschlagenen Maßnahmen auf dem Gebiete der technischen Rationalisierung und Modernisierung umfassen die folgenden Punkte, die in einem 10-Jahres-Plan abgearbeitet werden sollen:
- Elektrifizierung: 5000 km zusätzlich zu den aktuellen 3350 km
- Verdieselung zur Ablösung des Dampfbetriebs besonders auf Rangier- und Nebenstrecken
- Rollendes Material: Modernisierung des Güter- und Reisezugwagenparks, Einführung der automatischen Kupplung
- Werkstättendienst: Stilllegung von mindestens 20 Ausbesserungswerken aufgrund der Modernisierung
- Oberbau: der Nachholbedarf, der zu Langsamfahrstellen führt, soll vorrangig befriedigt werden und durch Vergabe an Dritte auch der Förderung der mittelständischen Wirtschaft dienen
- Signalwesen: Verkürzung der Umstellungsdauer auf neue Stellwerke von 40 auf 20 Jahre wird für möglich gehalten

Im Abschnitt Der Investitionsplan wird zunächst bedauert, dass die Bundesbahn „keine klar umrissene Konzeption“ habe, wie der Betrieb in 10 Jahren aussehen würde. Es werden daher nur ein Plan für die nächsten vier Jahre gutgeheißen, aber die Gesamtinvestitionsaufwände in den kommenden 10 Jahren dennoch auf 25 bis 30 Mrd. DM beziffert. Für die ersten vier Jahre werden die wichtigsten Kennzahlen für eine Investitionssumme von 10 Mrd. DM genannt.
Organisatorische Vorschläge werden erteilt, um sich der im vorgeschlagenen neuen Bundesbahngesetz eigenwirtschaftlichen Struktur zu nähern. Wie sehr diese Maßnahmen am bestehenden System rütteln, wird durch diese Bemerkung deutlich: „Abschließend ist zu sagen, dass die Sanierung der DB nicht nur eine Frage der technischen Modernisierung und der Umgestaltung der innerbetrieblichen Organisation ist, sondern ebenso auch ein Problem der personellen Führung sowie einer entschlossenen Neuorientierung auf die veränderten wettbewerblichen Verhältnisse und die daraus zu ziehenden Folgerungen. Vermehrte Einstellung von Kaufleuten, Volks- und Betriebswirten ist notwendig, um den Betrieb mit kaufmännischem Geist zu erfüllen.“
Im letzten Abschnitt Vorschau und Betriebsvorkalkulation der Zusammenfassung wird eine beispielhafte Kalkulation für das Jahr 1966 vorgenommen, und abschließend gemahnt: „Die erwartete Rentabilitätsverbesserung ist jedoch nur dann zu verwirklichen, wenn über die Investitionspläne der DB und ihre Finanzierung rechtzeitig die erforderlichen Beschlüsse gefasst werden.“

## Reaktionen in der Presse
Im Spiegel wurden Auswirkungen des Gutachtens angezweifelt: „Trotz all dieser Bemühungen […] erweist sich das Gutachten dann aber schließlich doch als eine Kapitulation vor der Unmöglichkeit, eine Einrichtung wie die Bundesbahn überhaupt im kaufmännischen Sinne zu sanieren.“
In Die Zeit fällt die Bewertung ähnlich aus: „Der Mut, mit dem die Brand-Kommission diese und viele andere heiße Eisen der Verkehrspolitik angefasst hat, ist geradezu bewundernswert. […] Auf das nun einsetzende Tauziehen aller Beteiligten und darauf, was dann von einigen der hochfliegenden Brand-Ideen übrigbleiben wird, dürfen wir wirklich gespannt sein.“
In einer Veröffentlichung 20 Jahre nach der Bahnreform von 1994 wird rückblickend gewertet: „Die Kommission erkannte bereits damals, dass die Bundesbahn eigentlich in ein rechtlich unabhängiges Unternehmen umgewandelt werden müsste. Dennoch hielt man im Abschlussbericht vom Januar 1960 – dem sogenannten Brand-Gutachten – nicht an diesem Vorschlag fest […].“

## Auswirkungen
Die Anregungen des Brand-Gutachtens wurden in der kleinen Verkehrsreform von 1961 aufgenommen. Infolgedessen verzichtete der Bund auf die Tilgung von Schulden durch die Bundesbahn, die zwischen 1952 und 1960 aufgenommen worden waren, und gewährte Hilfszahlungen in Höhe von 600 Mio. DM für Investitionen und zur Abgeltung betriebsfremder Lasten. Weiterhin wurde ein wichtiger Entschluss zur Liberalisierung des Güterverkehrs gefällt: Die Tarifparität zwischen Straßen- und Schienengüterverkehr wurde aufgehoben, um den Verkehrsträgern – und damit auch der Bundesbahn – mehr Freiräume in der Preisgestaltung einzuräumen. In Folge der Liberalisierung verfielen in den darauf folgenden Jahren jedoch die Preise, insbesondere im Straßengüterverkehr. Daher war der Bahnvorstand gezwungen, weiter zu rationalisieren und legte Pläne vor, welche die Stilllegung von 7.000 bis 8.000 km Bahnstrecke vorsahen. Der Vorstand wollte nur noch Strecken betreiben, die auch aus unternehmerischer Sicht sinnvoll erschienen, und sich stärker auf den Fernreise- und Wagenladungsverkehr konzentrieren.